# Noorderdiep 57 (Valthermond)
De villaboerderij aan het Noorderdiep 57 is een monumentaal pand in de Drentse plaats Valthermond.

## Beschrijving
De villaboerderij aan het Noorderdiep 57 in Valthermond werd in 1937 gebouwd in opdracht van de landbouwer L. Honning naar een ontwerp van de architect Tiesing. De boerderij is ontworpen in een traditionalistische stijl uit de periode tussen de beide wereldoorlogen in de 20e eeuw. De boerderij heeft in elkaar overlopende schilddaken met op de hoeken een zogenaamd overstek. Aan de linkerzijde bevindt zich, onder het overstek, de hoofdentree. Rechts van de entree zijn in de voorgevel twee grote drielichtvensters aangebracht. De zijlichten zijn voorzien van glas in loodramen. Hierboven bevindt zich in het dakschild een grote dakkapel eveneens voorzien van twee drielichtvensters. Op de nok van het dak boven het woongedeelte staan op de hoeken twee nokschoorstenen. De bedrijfsschuur bevindt zich aan de rechterzijde en is aan de straatzijde toegankelijk door middel van een inrit onder een korfboog en een tweede deur.
De boerderij is erkend als een rijksmonument vanwege het architectuurhistorische belang. Daarbij speelden een rol de beeldbepalende ligging aan het Noorderdiep in Valthermond, de gaafheid van de boerderij en het type villaboerderij uit het interbellum.